# Jüdischer Friedhof (Chełm)
Koordinaten: 51° 8′ 18,6″ N, 23° 29′ 3,1″ O

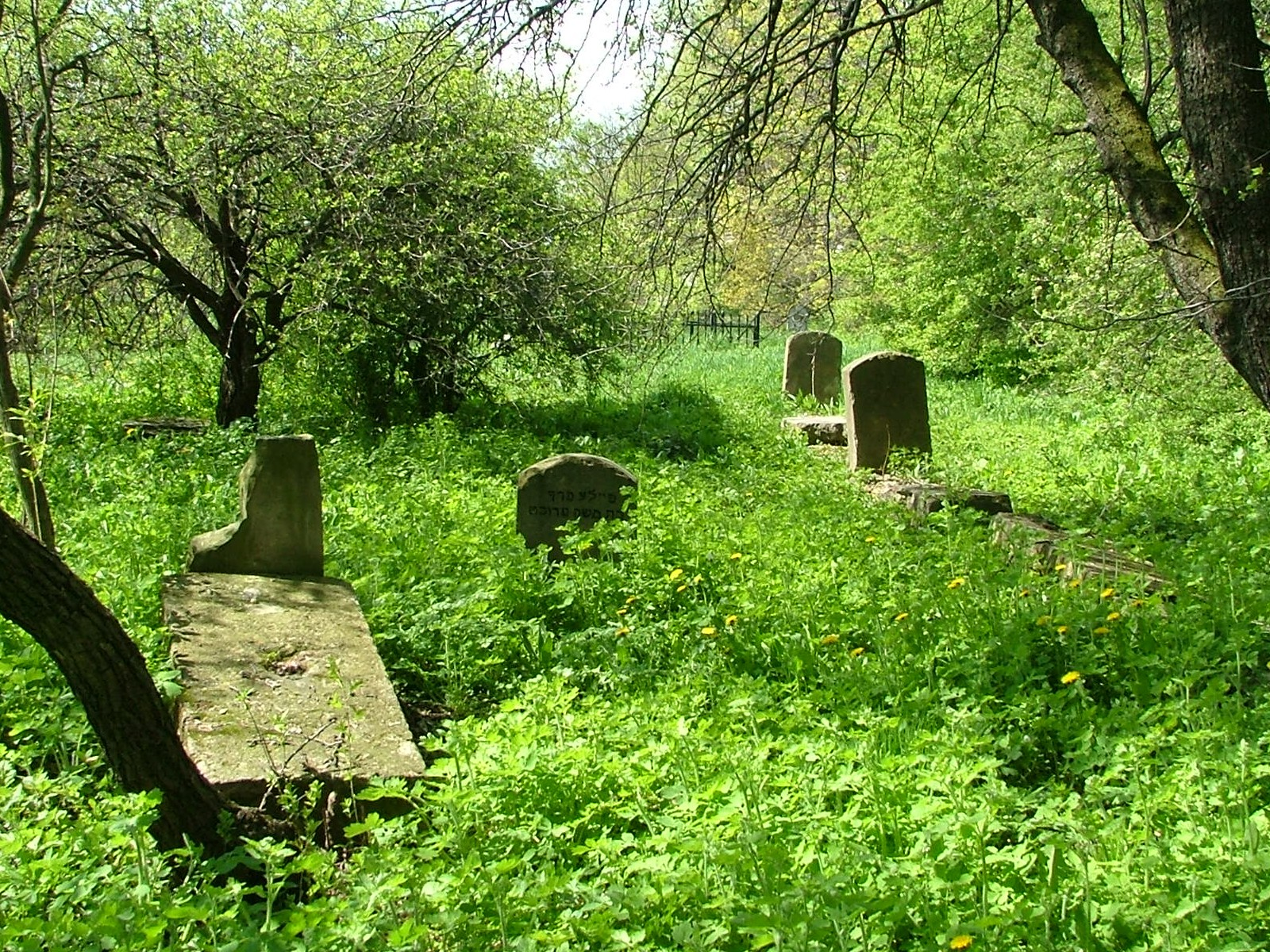
Jüdischer Friedhof in Chełm

Der Jüdische Friedhof in  Chełm, einer polnischen Stadt in der Wojewodschaft Lublin, wurde im 15. Jahrhundert angelegt.  
Auf dem etwa 1,9 Hektar großen jüdischen Friedhof an der Kolejowa-Straße sind heute noch viele Grabsteine (Mazevot) vorhanden.